# Егоров, Геннадий Семёнович
Генна́дий Семёнович Его́ров (род. 22 сентября 1950, Ленинград) — советский и российский актёр театра и кино, театральный режиссёр, директор, Заслуженный работник культуры Российской Федерации (1995).

## Биография
Геннадий Семёнович Егоров родился 22 сентября 1950 года в Ленинграде. В школьные годы занимался в театральной студии дворца культуры имени Ленина под руководством Ю. С. Каргополова. После окончания школы поступил на актёрское отделение Ленинградского государственного института театра, музыки и кинематографии (ЛГИТМиК) (курс З. Я. Корогодского и Л. А. Додина).
С первого курса играл роли в спектаклях Ленинградского ТЮЗа.
По окончании института был призван на военную службу в Ансамбль песни и пляски Ленинградского военного округа. В 1977 году окончил с отличием режиссёрское отделение ЛГИТМиК (курс З. Я. Корогодского и Л. А. Додина).
В 1976 году Геннадий Егоров снялся в главной роли Степана в художественном фильме «Степанова памятка».
Одновременно Геннадий Егоров ставил спектакли «Допрос» и «Принц и нищий» в Куйбышевском ТЮЗе, открывал там малую сцену. По окончании ЛГИТМиК Егорову предложили возглавить Куйбышевский ТЮЗ, но он уехал работать в Челябинский ТЮЗ, где в 1977 году открыл малую сцену спектаклем «Допрос», а затем выпустил на большой сцене спектакли «Добрый человек из Сезуана» (диплом Министерства культуры РСФСР на смотре—конкурсе зарубежной драматургии) и «Житейские мелочи» (диплом и премия Министерства культуры РСФСР и ВТО на Всероссийском смотре спектаклей в ознаменование 120-летия со дня рождения А. П. Чехова).
В тот же период времени Геннадий Егоров активно снимался в кино: сыграл командарма Фрунзе в фильме «Маршал революции», учёного Алексея Краюхина в киноромане «Соль земли», Ивана Шальнева в киноповести «Родное дело», комиссара Никитина в художественном фильме «Инженер Графтио».
В дальнейшем Геннадия Егорова притягивает театральная режиссура, и он отдаляется от кино.
В 1980 году Геннадий Егоров окончил с отличием Высшие театральные курсы Министерства культуры РСФСР при ГИТИСе (мастерская А. Гончарова), и был направлен режиссёром-стажёром в Ленинградский академический театр драмы имени Пушкина. С артистами Н. Мамаевой, Е. Акуличевой, В. Паниной, Н. Буровым, Р. Кульдом, Б. Самошиным, В. Петровым он поставил спектакли «Ужасные родители» В. Арро Ж. Кокто и «Пять романсов в старом доме».
Драматургия Кокто и Арро не вписывалась в репертуарную политику руководства Ленинградского театра драмы имени Пушкина, поэтому спектакли игрались на сцене Ленинградского государственного театра эстрады. В 1983 году в Театре эстрады Геннадий Егоров поставил пьесу Г. Мамлина «Колокола». Спектакль был выпущен под названием «Не говори прощай» с артистами Валентиной Паниной, Романом Громадским и записан на Ленинградском телевидении.
В 1980 году Геннадий Егоров вступил в Союза театральных деятелей Российской Федерации. С 1981 по 1991 год был участником Лаборатории режиссёров СТД РФ под руководством Андрея Гончарова.
В 1982 году Г. Товстоногов пригласил Геннадия Егорова работать режиссёром-постановщиком в Ленинградский АБДТ имени Горького.

Совсем недавно у нас в театре на Малой сцене состоялась премьера спектакля «Островитянин» по пьесе Алексея Яковлева, поставил её молодой режиссёр Геннадий Егоров. Вам судить, как поставил, на мой взгляд — справился, справился хорошо, прекрасно поработал с актёрами. После этой работы мы взяли его в штат, теперь он будет работать над новой пьесой молодого драматурга Людмилы Разумовской «Сад без земли».
— Георгий Товстоногов
Спектакль «Сад без земли» тяжело проходил цензуру. Министерство культуры РСФСР семь раз откладывало его премьеру и разрешило играть спектакль только после внесения 169 сокращений в авторский текст и изменения названия на «Сёстры».
В спектаклях «Островитянин», «Сёстры», «Порог», поставленных Геннадием Егоровым в БДТ, играли Л. Макарова, М. Призван-Соколова, Э. Попова, З. Шарко, В. Ивченко, В. Медведев, С. Крючкова, Л. Малеванная, В. Кузнецов, М. Волков, Г. Богачёв, Л. Неведомский, Т. Бедова, Ю. Мироненко, Е. Немченко, В. Ерёмин.
В период с 1984 по 1989 год Геннадий Егоров работал главным режиссёром Ленинградского государственного театра имени Ленинского комсомола. Спектакли Егорова «Процесс» (записан на Ленинградском телевидении), рок-мюзикл «Овод», «Дракон», опера-феерия «Стойкий оловянный солдатик», «Кто боится Вирджинии Вулф?», «Женитьба Белугина», «Ветер пепел с Олимпа принёс» вернули молодого зрителя в театр.
По словам актёра Романа Громадского, игравшего в постановке Геннадия Егорова в БДТ в начале 1980-х годов, именно он предложил директору театра пригласить Егорова на должность главного режиссёра Театра имени Ленинского комсомола, которая на тот момент была вакантна. Громадский вспоминал, что Егоров «хорошо начал, но потом установил в театре откровенную политику доносительства… многие артисты — и ведущие, и молодые — подали заявления и ушли».

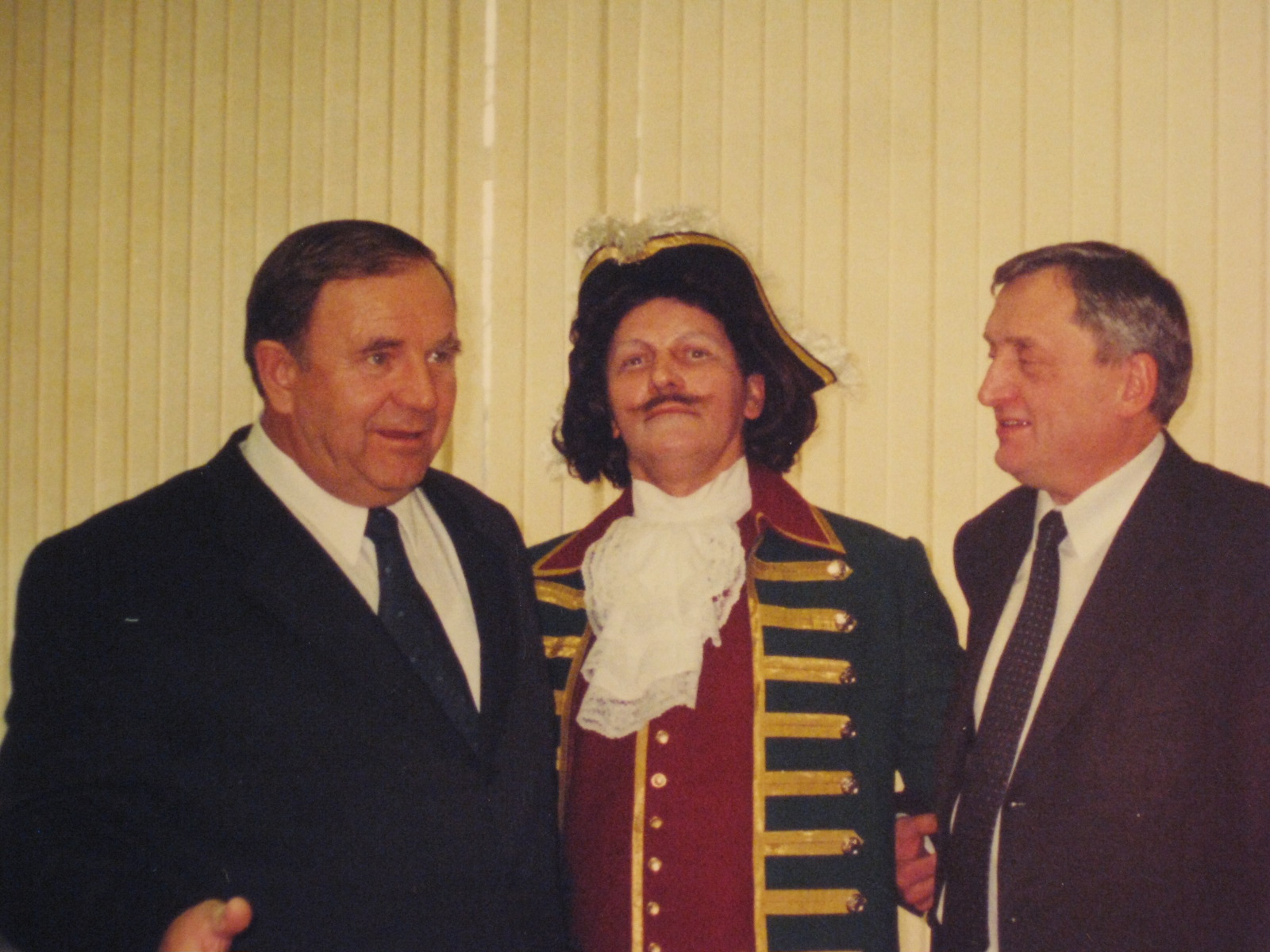
Создатели театра «Патриот» генерал-полковник Анохин А. И., художественный руководитель Егоров Г. С., генерал-майор Ирзак В. В.

В 1986 году Геннадий Егоров вступил в КПСС.
Представлял советское театральное искусство за рубежом — в Англии, НРБ, ГДР, ПНР, Франции, Японии.
В 1990 году Президиум ЦК ДОСААФ СССР принял Постановление о создании Ленинградского драматического театра «Патриот» ДОСААФ, в дальнейшем Санкт-Петербургский драматический театр «Патриот» РОСТО, аналога Центрального театра Советской Армии в Москве. Основатель театра Геннадий Егоров был назначен художественным руководителем-директором.
В Энциклопедическом сборнике РОСТО (ДОСААФ) говорится о театре:

Театр «Патриот», театр «особого назначения» — это новая форма работы оборонного Общества с широкими слоями населения в решении задач духовного возрождения страны, формирования патриотического сознания граждан России, умножения боевых и трудовых традиций народа и его Вооружённых Сил, бескорыстного служения интересам укрепления обороны и безопасности Отечества.

В спектакле «Гришка Распутин», поставленном Егоровым в 1992 году, роль министра внутренних дел Протопопова первоначально должен был исполнять актёр Валерий Смирнов. По сюжету пьесы этому персонажу требовалось стоять на голове. Валерий Смирнов не был готов в каждом спектакле вставать на голову, и роль Протопопова исполнял сам режиссёр-постановщик.
Во время гастролей Санкт-Петербургского драматического театра «Патриот» РОСТО в Москве на малой сцене Центрального академического театра Российской армии на спектакле «Гришка Распутин» в зрительном зале одновременно присутствовали известные русские писатели: Алексеев Михаил, Волков Олег, Крупин Владимир, Сорокин Валентин, Ляпин Игорь, Бондарев Юрий, Проскурин Пётр, Скворцов Константин.
В начале 1992 года поэт-драматург Константин Скворцов пригласил Санкт-Петербургский театр «Патриот» на гастроли на Урал.

— Это безумно дорого. У нас нет таких денег, — сказал художественный руководитель театра Геннадий Егоров.

— У вас есть талант. Это дороже всяких денег. Самолёт я организую.

Г. Егоров принял последнюю реплику драматурга за шутку. Но уже в июне драматический театр «Патриот» гастролировал в городах Южного Урала: Златоусте, Миассе и Челябинске.
— Константин Скворцов
За годы работы в театре были созданы двадцать семь спектаклей, которые посмотрели зрители Санкт-Петербурга, Ленинградской области, Москвы, Самары, Уфы, Жукова, Рязани, Челябинска, Обнинска, Вичуги, Иваново, Новгорода, Златоуста, Брянска, Ногинска, Миасса, Калуги, Тамбова, Липецка, Воронежа, Белгорода, Твери, Пскова.
Геннадий Егоров с коллективом театра активно проводил шефскую и благотворительную деятельность в воинских гарнизонах, училищах, школах-интернатах, обществах блокадников и ветеранов.
Геннадий Егоров был участником III, IV, V, VI, VII, VIII съездов РОСТО (ДОСААФ), членом Центрального Совета РОСТО (ДОСААФ) (1997—2005, 2008—2009), делегатом VIII (внеочередного, преобразовательного) съезда РОСТО (ДОСААФ), I съезда ДОСААФ РОССИИ (2009).
22 февраля 1997 года артисты Санкт-Петербургского драматического театра «Патриот» РОСТО Татьяна Кудрявцева и Геннадий Егоров дали благотворительный спектакль «Идеальная пара» перед солдатами, получившими ранения в Чечне и находящимися на лечении в Красногорском военном госпитале имени Вишневского.
Дилогия «Любовь и смерть. Смерть и любовь» стала визитной карточкой Санкт-Петербургского драматического театра «Патриот» РОСТО. Актёры Геннадий Егоров и Татьяна Кудрявцева в образах Петра I и Екатерины I многократно принимали участие в спортивных и культурных мероприятиях Москвы и Санкт-Петербурга, в том числе проводили ежегодные офицерские балы и торжественные мероприятия РОСТО (ДОСААФ).

## Творчество

### Роли в театре

#### Ленинградский государственный театр юного зрителя
- 1967 — «Конёк-Горбунок» П. Ершова (постановка 1922 г., возобновление — реж. З. Корогодский) — торговец на базаре (студенческая работа)
- 1967 — «Волшебное стёклышко» К. Чапека, реж. З. Корогодский — рассказчик (студенческая работа)
- 1967 — «Олеко Дундич» М. Каца и А. Ржевского, реж. З. Корогодский — порученец Дундича (студенческая работа)
- 1967 — «Тебе посвящается» М. Бременера, реж. З. Корогодский — девятиклассник Володя (студенческая работа)
- 1967 — «Глоток свободы» Б. Окуджавы, реж. З. Корогодский — конвоир (студенческая работа)
- 1967 — «Два клёна» Е. Шварца, реж. П. Вейсбрём — куриная нога (студенческая работа)
- 1968 — «Наш цирк», спектакль-шутка, реж. З. Корогодский — тигр (студенческая работа)
- 1968 — «Модель 18-68» Б. Голлера, реж. З. Корогодский — юнга (студенческая работа)
- 1969 — «После казни прошу…» В. Долгого, реж. З. Корогодский — матрос (студенческая работа)

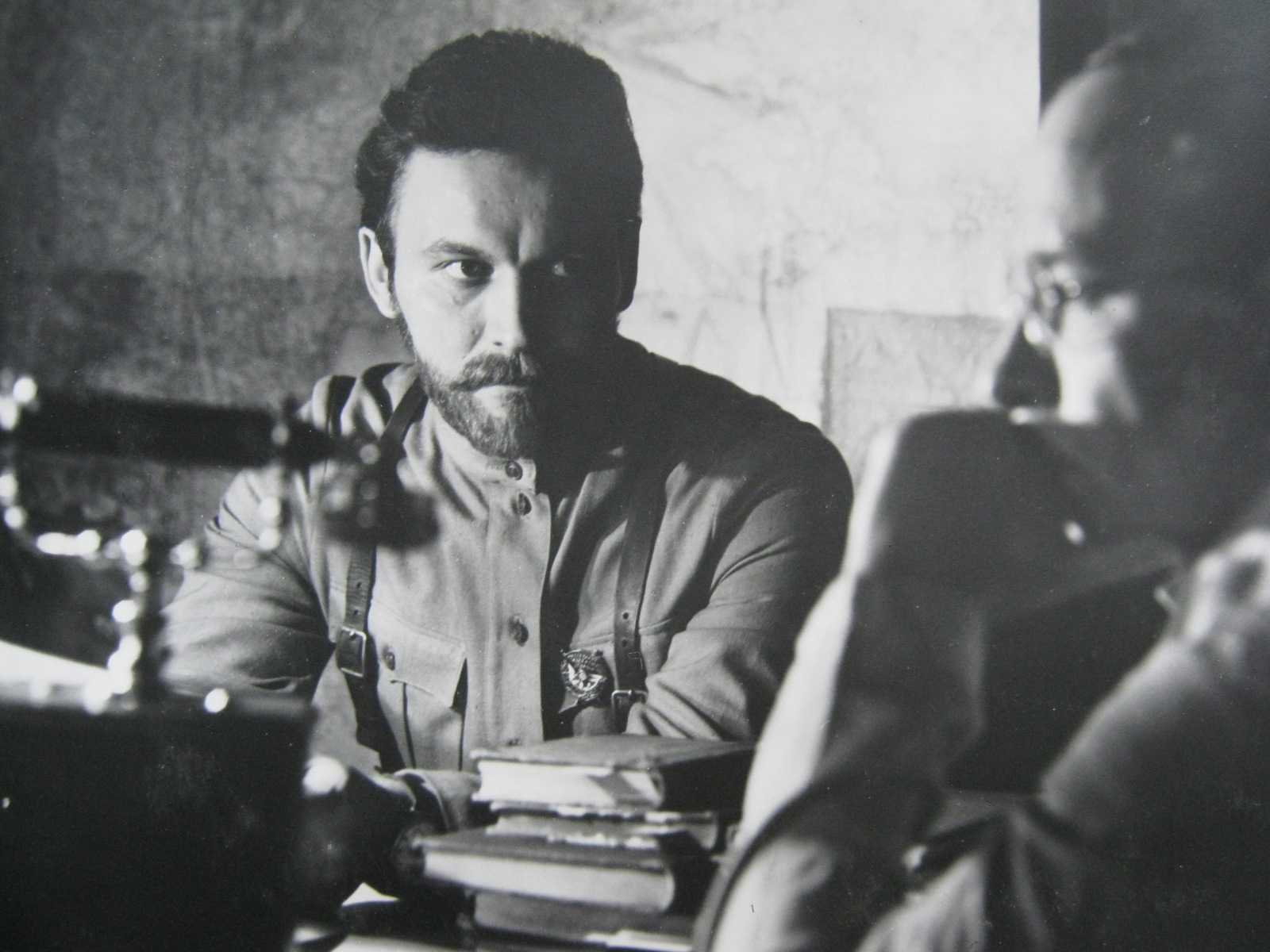
На съёмочной площадке фильма «Маршал Революции» Геннадий Егоров в роли Фрунзе, Юрий Соловьёв в роли Гусева

- 1969 — «Наш, только наш», фестиваль-сюрприз, реж. З. Корогодский — хоккеист в номере «Натали Шайбу» (студенческая работа), певец в номере «Пылкие и бешеные» (студенческая работа)
- 1970 — «Сказки Чуковского», реж. З. Корогодский — артист балета (студенческая работа), артист оперы (студенческая работа), артист оперетты (студенческая работа)
- 1970 — «Гибель эскадры» А. Корнейчука, реж. З. Корогодский — комитетчик (студенческая работа)
- 1971 — «Открытый урок», спектакль-наблюдения, реж. З. Корогодский — неандерталец (студенческая работа)
- 1972 — «Егор Булычёв и другие» М. Горького, реж. З. Корогодский и Л. Додин — Пропотей, блаженный (дипломная роль на актёрском курсе)
- 1972 — «Диалоги» А. Володина, реж. З. Корогодский и Л. Додин — Он (дипломная роль на актёрском курсе)
- 1975 — «Верую!» по рассказам В. Шукшина — Стёпка в рассказе «Стёпка», Поп в рассказе «Верую!» (экзаменационная работа на режиссёрском курсе), руководители курса З. Корогодский и Л. Додин
- 1976 — «Ночь, которую Торо провёл в тюрьме» С. Моэма — начальник тюрьмы (экзаменационная работа на режиссёрском курсе), руководители курса З. Корогодский и Л. Додин

#### Санкт-Петербургский драматический театр «Патриот» РОСТО

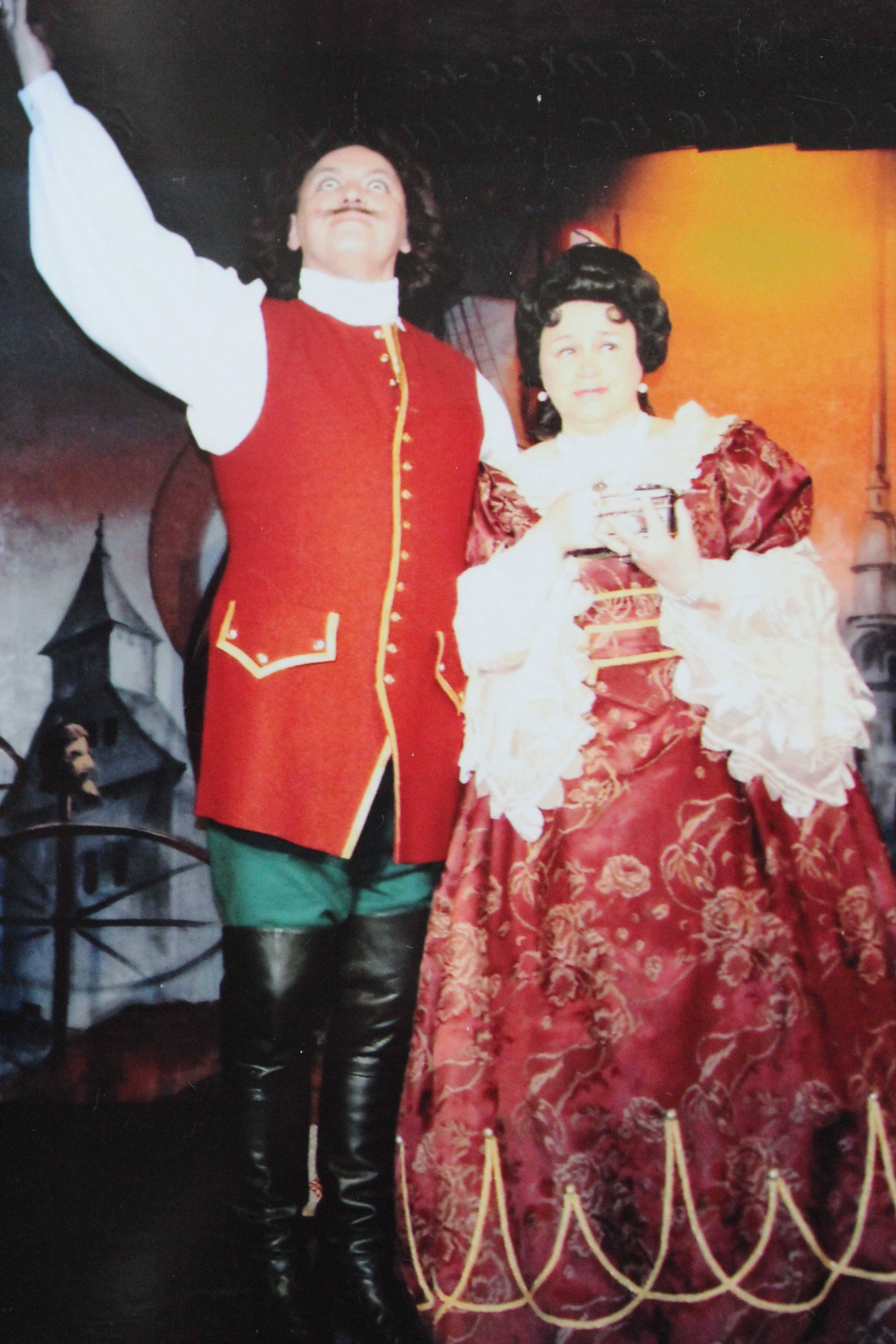
Г.Егоров в роли Петра I, Т.Кудрявцева в роли Екатерины I

- 1992 — «Гришка Распутин» К. Скворцова — министр внутренних дел Протопопов[41]
- 1997 — «Испытание» В. Попова — Николай Кедров[51][52]
- 1998 — «Сказ о солдате и Бессмертном Кощее» В. Белова — Кощей[53]
- 1998 — «Сказка о попе и работнике его Балде» А. Пушкина — Балда[45]
- 1998 — «Дар Божий» К. Скворцова — Фёдор Михайлович Достоевский, Христос, Художник[44]
- 1998 — «Послушай, брат мой, не всё решается на поле ратном…» К. Скворцова — Дмитрий Пожарский[54]
- 2001 — «Сказка про Ивана-стрельца, или Пойди туда, не знаю куда»[44] И. Булышкиной — Иван-стрелец[45]
- 2001 — «Смерть и Любовь. Женщины Петра Великого»[55] Н. Коняева[56] — Пётр Великий[45]
- 2002 — «Идеальная пара» В. Попова[57] — Игорь Грачёв[58]
- 2002 — «О, этот мир, мир РОСТО в этом мире»[40] Т. Кудрявцевой — Актёр
- 2003 — «Василий Тёркин» А. Твардовского — Василий Тёркин[45]
- 2006 — «Кабаре 666» Н. Пискуновой — Клоун
- 2006 — «Любовь и Смерть. Мужчины Екатерины Великой» Н. Коняева — Платон Зубов, Пётр III, Григорий Орлов, Емельян Пугачёв, Григорий Потёмкин[45][59]

### Театральные постановки

#### Куйбышевский государственный театр юных зрителей

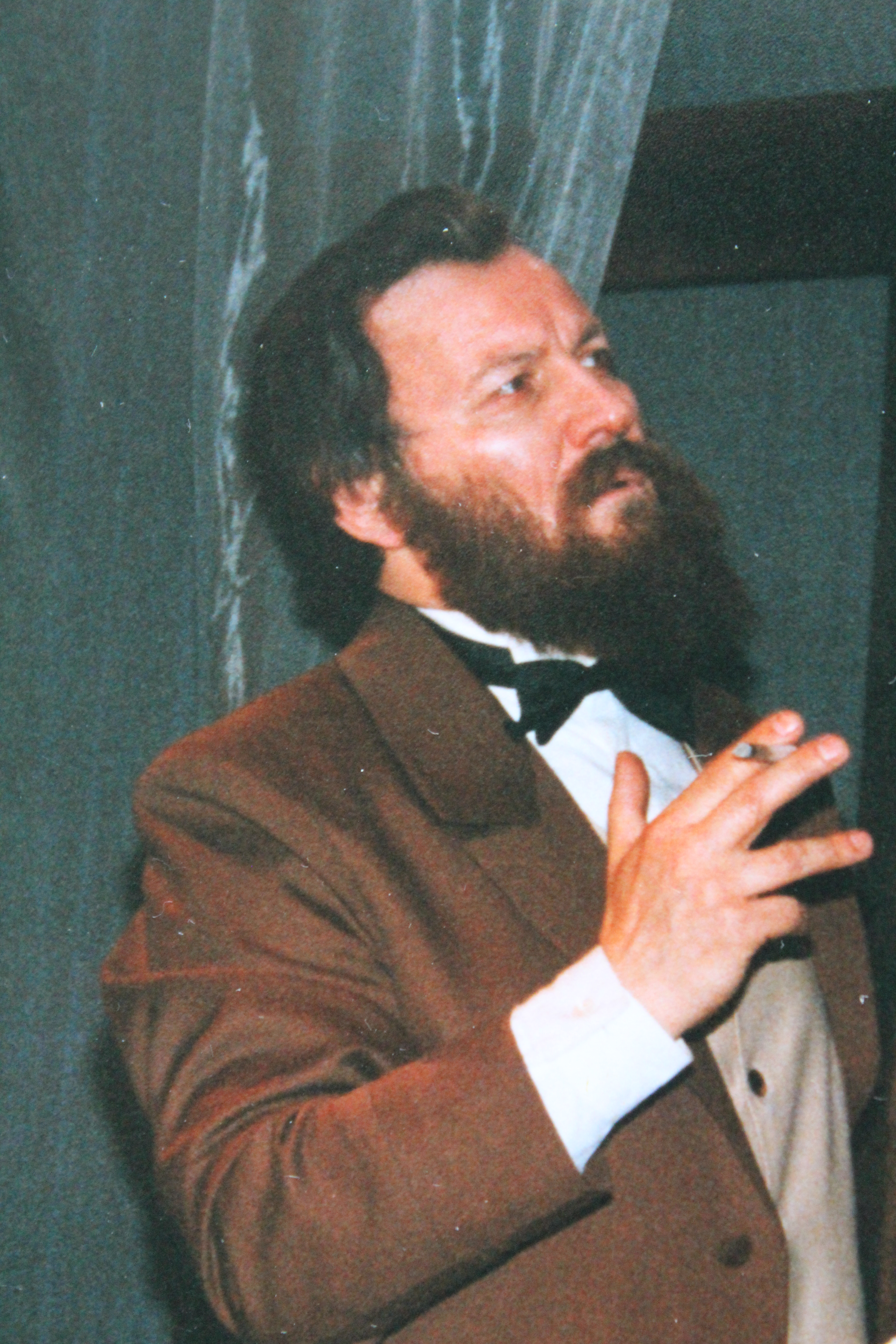
Г.Егоров в роли Ф. Достоевского

- 1977 — «Допрос»[8] С. Родионова, художник А. Патраков
- 1977 — «Принц и нищий»[8] А. Яковлева, художник А. Патраков

#### Челябинский государственный театр юных зрителей
- 1977 — «Допрос»[12] С. Родионова, художник А. Патраков (новая версия)
- 1978 — «Добрый человек из Сезуана»[9][60][61] Б. Брехта, художник М. Перчихина
- 1979 — «Житейские мелочи»[10] по А. П. Чехову, инсценировка Г. С. Егорова[62], художник М. Перчихина

#### Ленинградский государственный театр эстрады
- 1981 — «Ужасные родители»[19][63] Ж. Кокто, художник В. Малахиева
- 1982 — «Пять романсов в старом доме»[20] В. Арро, художник В. Малахиева, композитор Г. Портнов
- 1983 — «Не говори прощай»[21] Г. Мамлина, художник В. Малахиева

#### Ленинградский академический БДТ им. Горького
- 1982 — «Островитянин»[26] А. Яковлева, художник О. Земцова
- 1983 — «Сёстры» («Сад без земли»)[23] Л. Разумовской, художник О. Земцова
- 1984 — «Порог»[27] А. Дударева, художник О. Земцова

#### Ленинградский государственный театр им. Ленинского комсомола
- 1985 — «Процесс»[31][34] по сценарию Э. Манна к фильму «Нюрнбергский процесс», художник В. Малахиева
- 1985 — «Тамада»[34][64] А. Галина, художник А. Славин
- 1985 — «Сказки Маршака»[65] по С. Маршаку, художник О. Земцова, композитор С. Баневич
- 1985 — «Овод»[32][34] рок-мюзикл А. Колкера и А. Яковлева, художник О. Земцова, балетмейстер Э. Смирнов, в роли Ривареса Михаил Боярский
- 1986 — «Кто боится Вирджинии Вулф?»[34] Э. Олби, художник В. Малахиева, балетмейстер Э. Смирнов, в роли Марты Нина Мамаева
- 1986 — «Нам 50»[66] Н. Голь и В. Тыкке, художники В. Малахиева и А. Славин
- 1986 — «Стойкий оловянный солдатик»[34] опера-феерия С. Баневича и Н. Денисова, художник А. Славин, балетмейстер Э. Смирнов
- 1987 — «К вам с любовью и яростью» Г. Соловского, художник В. Малахиева (спектакль о С. М. Кирове был сыгран один раз и закрыт)
- 1987 — «Любовь ты моя девичья» А. Кудрявцева[4], художник В. Малахиева
- 1987 — «Женитьба Белугина»[34] А. Островского и Н. Соловьёва, художник А. Славин, композитор Г. Банщиков, балетмейстер Э. Смирнов
- 1988 — «Незабываемый диалог»[67] Г. Горбовицкого, художник А. Славин, композитор Д. Шостакович
- 1988 — «Дракон»[33] Е. Шварца, художник В. Фирер, композитор С. Самойлов, балетмейстер Э. Смирнов
- 1988 — «Ветер пепел с Олимпа принёс» Э. Ветемаа, художник А. Славин

#### Ленинградский академический театр оперы и балета им. Кирова
- 1988 — «И низкий Вам поклон» спектакль-концерт деятелей культуры г. Ленинграда, посвященный международному женскому Дню 8 марта, сценарий Н. Денисова и Г. Егорова, композитор В. Успенский

#### Санкт-Петербургский драматический театр «Патриот» РОСТО
- 1990 — «На Куликово трудный путь»[68] Э. Скобелева, художник В. Малахиева
- 1990 — «Сказ о солдате и Бессмертном Кощее» В. Белова[18], художник А. Петренко
- 1991 — «Ванька-Каин» К. Скворцова[69], художник И. Бородин
- 1991 — «Дабы свеча рода русского не угасла» Н. Литвинской, художник В. Малахиева
- 1992 — «Небылицы»[45] по мотивам русских народных сказок
- 1992 — «… И судьбы разные» спектакль-бенефис заслуженной артистки России Татьяны Пилецкой

- 1992 — «Гришка Распутин» К. Скворцова[70][71], художник А. Кожухов
- 1993 — «Первая любовь» В. Богомолова и М. Ворфоломеева, художник В. Малахиева
- 1993 — «Идеальная пара» В. Попова[57] (первая версия)[58], художник В. Малахиева
- 1994 — «Дорогой подарок» В. Попова[71][72], художник В. Малахиева
- 1994 — «Легенда о Ментуше» К. Скворцова[71][5], художник И. Кустова
- 1995 — «Нам пять лет»[71] С. Богомолова, художник В. Малахиева
- 1995 — «Срок проживания окончен» М. Ворфоломеева[71][1], художник И. Кустова
- 1996 — «Идеальная пара» В. Попова[57] (вторая версия)[58], художник В. Малахиева
- 1996 — «Про Хрюшу, метлу и бабу Ягу» И. Булышкиной, художник В. Малахиева
- 1997 — «Послушай, брат мой, не всё решается на поле ратном…»[54] К. Скворцова, 
художник В. Малахиева
- 1997 — «Сказка о рыбаке и рыбке»[45] А. Пушкина, художник В. Малахиева
- 1997 — «Испытание» В. Попова[51], художник В. Малахиева
- 1998 — «Сказка о попе и работнике его Балде» А. Пушкина, художник В. Малахиева
- 1998 — «Дар Божий»[73] К. Скворцова[44][74], художник И. Кустова
- 1999 — «Сказка о золотом петушке» А. Пушкина[4], художник В. Малахиева
- 2000 — «Нам десять лет» Н. Махнева, художник В. Малахиева
- 2001 — «Смерть и Любовь. Женщины Петра Великого»[55] Н. Коняева[5][44], художник Я. Решетникова
- 2002 — «Сказка про Ивана-стрельца или Пойди туда, не знаю куда»[75] И. Булышкиной, художник Я. Решетникова
- 2002 — «Идеальная пара»[44] В. Попова[57](третья версия)[58], художник В. Малахиева
- 2003 — «О, этот мир, мир РОСТО в этом мире»[40] Т. Кудрявцевой, художник Г. Иванов
- 2004 — «Василий Тёркин»[45] по А. Твардовскому, художник Т. Васильева
- 2005 — «Кабаре 666» Н. Пискуновой
- 2006 — «Любовь и Смерть. Мужчины Екатерины Великой» Н. Коняева[59][45], художник Т. Васильева
- 2007 — «Театр, увы, не праздная забава..» (фильм-спектакль, DVD)
- 2008 — «Смерть и Любовь. Женщины Петра Великого»[56] Н. Коняева[76] (фильм-спектакль, DVD)
- 2009 — «Любовь и Смерть. Мужчины Екатерины Великой» Н. Коняева[77] (фильм-спектакль, DVD)
- 2010 — «Нам 20 лет»[45] (фильм-спектакль, DVD)
- 2011 — «Идеальная пара»[58] В. Попова[57] (фильм-спектакль, DVD)
- 2013 — «Жизнь продолжается», автор и исполнитель Т. Кудрявцева (фильм-спектакль, DVD)

### Фильмография
| Год  |   | Название            | Роль                     |
| ---- | - | ------------------- | ------------------------ |
| 1976 | ф | Степанова памятка   | Степан                   |
| 1977 | ф | Первые радости      | Виктор Шубников          |
| 1978 | ф | Маршал революции    | Михаил Васильевич Фрунзе |
| 1978 | ф | Соль земли          | Алексей Краюхин          |
| 1979 | ф | Необыкновенное лето | Виктор Шубников          |
| 1979 | ф | Родное дело         | Иван Шальнев             |
| 1980 | ф | Вернёмся осенью     | капитан Бабинов          |
| 1980 | ф | Инженер Графтио     | комиссар Никитин         |

## Признание и награды

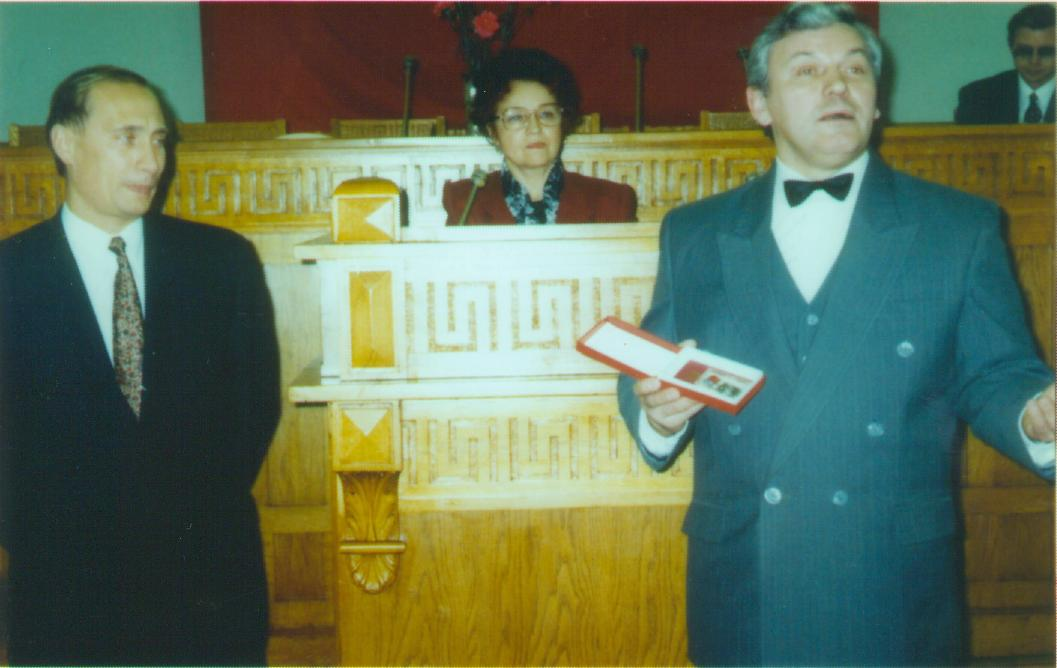
Член правительства Санкт-Петербурга Владимир Путин вручает Геннадию Егорову удостоверение почетного звания Заслуженный работник культуры РФ

- Заслуженный работник культуры Российской Федерации (1995)[3]
- Медаль ордена «За заслуги перед Отечеством» II степени (1998)[78]
- Грамота Челябинского областного управления культуры «за большую работу по культурному обслуживанию населения» (1977)
- Диплом Министерства культуры РСФСР за постановку спектакля «Добрый человек из Сезуана» по пьесе Бертольта Брехта на сцене Челябинского ТЮЗа[9] (1979)
- Премия и Диплом Министерства культуры РСФСР и ВТО за постановку спектакля «Житейские мелочи» по произведениям А. П. Чехова на сцене Челябинского ТЮЗа[11]
- Лауреат VII Ленинградского смотра-конкурса произведений литературы и искусства за постановку спектакля по пьесе Э. Манна «Процесс» на сцене Ленинградского театра имени Ленинского комсомола (1986)
- Лауреат премии Ленинградского комсомола за постановку спектаклей на сцене Ленинградского театра имени Ленинского комсомола[6] (Постановление Бюро Ленинградского областного комитета ВЛКСМ от 29 октября 1986 года)
- Медаль РОСТО (ДОСААФ) «75 лет ОСОАВИАХИМ-ДОСААФ-РОСТО» за пропаганду идей патриотизма и интернационализма (Приказ председателя ЦС РОСТО (ДОСААФ) № 14 от 11 января 2002 года)
- Медаль РОСТО (ДОСААФ) «Первый трижды Герой Советского Союза А. И. Покрышкин» за достигнутые творческие успехи и вклад в развитие Санкт-Петербургского драматического театра «Патриот» РОСТО (Постановление Бюро Правления ЦС РОСТО, протокол № 14 от 17 марта 2002 года)
- Медаль РОСТО (ДОСААФ) «60 лет Победы в Великой Отечественной войне 1941—1945» за большой вклад в дело патриотического воспитания молодёжи (Приказ председателя ЦС РОСТО (ДОСААФ) № 60 от 15 апреля 2005 года)
- Грамота Министерства образования и науки Российской Федерации за значительные успехи в области реализации государственной молодёжной политики, организацию и совершенствование воспитательного процесса, формирование единой государственной политики в сфере патриотического воспитания граждан Российской Федерации (2006)
- Медаль РОСТО (ДОСААФ) «80 лет ОСОАВИАХИМ-ДОСААФ-РОСТО» за долголетнюю плодотворную деятельность в оборонном Обществе страны (Приказ председателя ЦС РОСТО (ДОСААФ) № 50-п от 18 января 2007 года)
- Медаль РОСТО (ДОСААФ) «Герой Советского Союза Григорьев Г. П.» (Приказ председателя Сестрорецкого РС РОСТО (ДОСААФ) № 45 от 22 ноября 2007 года)
- Орден РОСТО (ДОСААФ) «За заслуги» III степени за вклад в реализацию основных целей РОСТО (ДОСААФ), укрепление единства и продолжение традиций оборонной организации (Приказ председателя ЦС РОСТО (ДОСААФ) № 81-п от 26 марта 2008 года)[35]
- Ветеран труда Российской Федерации удостоверение № 519735 от 31.05.2010 года выдано на основании распоряжения № 531-р Администрации Петроградского района Санкт-Петербурга

## Семья
Отец — Егоров Семён Гаврилович (1919—1983), мать — Егорова (Беляева) Павла Григорьевна (1918—1991)
Жена — Татьяна Егорова (Кудрявцева) (род. 1953) — актриса театра и кино, Заслуженная артистка Российской Федерации, дочери — Кристина (род. 1979), Арина (род. 1983).